# Aeroportul Fascene
Aeroportul Fascene (IATA: NOS, ICAO: FMNN) este un aeroport din Provincia Antsiranana, Madagascar. Aeroportul a fost tranzitat în 2016 de 184.000 de pasageri.
Situat la o altitudine de 11 m, aeroportul dispune de 1 pistă.

## Infrastructură

### Piste
Aeroportul dispune de o singură pistă. Pista 05/23 are suprafața de asfalt și dimensiunile 2.190 m × 45 m. 